# Neoclytus smithi
Neoclytus smithi är en skalbaggsart som beskrevs av Bates 1892. Neoclytus smithi ingår i släktet Neoclytus och familjen långhorningar. Inga underarter finns listade i Catalogue of Life.